# 300 كم (فلم)
300 كم هو فيلم دراما قصير سعودي من بطولة زارا البلوشي وخالد صقر وإبراهيم الحجاج، ومن إخراج وإنتاج محمد الهليل. عرض الفيلم لأول مرة في الدورة الثالثة عشر من مهرجان دبي السينمائي الدولي عام 2016 وفاز بجائزة لجنة التحكيم بمسابقة المهر الخليجي القصير.
شارك الفيلم في مهرجان طنجة السينمائي الدولي ومهرجان السودان للسينما المستقلة ومهرجان مسقط

## قصة الفيلم
يجتمع رجل وامرأة مع رضيعهما على طريق طوله 300 كيلومتر داخل سيارة صغيرة وداخل مجتمعها المحافظ، حيث تمر رحلتهما بمواقف متباينة ومختلفة.

## المهرجانات والجوائز
| قائمة الجوائز والترشيحات     | قائمة الجوائز والترشيحات  | قائمة الجوائز والترشيحات                         | قائمة الجوائز والترشيحات | قائمة الجوائز والترشيحات | قائمة الجوائز والترشيحات |
| المهرجان                     | الفترة                    | الفئة                                            | المترشح                  | النتيحة                  | مراجع                    |
| ---------------------------- | ------------------------- | ------------------------------------------------ | ------------------------ | ------------------------ | ------------------------ |
| مهرجان دبي السينمائي الدولي  | 7 - 14 ديسمبر 2016        | جائزة لجنة التحكيم - مسابقة المهر الخليجي القصير | 300 كم                   | فوز                      | [ 2 ]                    |
| مهرجان أفلام السعودية        | 27 مارس - 1 أبريل 2017    | الجائزة الكبرى - جائزة النخلة الذهبية            | 300 كم                   | فوز                      | [ 3 ] [ 4 ]              |
| مهرجان أفلام السعودية        | 27 مارس - 1 أبريل 2017    | أفضل إخراج - جائزة النخلة الذهبية                | محمد الهليل              | فوز                      | [ 3 ] [ 4 ]              |
| مهرجان أفلام السعودية        | 27 مارس - 1 أبريل 2017    | أفضل ممثل - جائزة النخلة الذهبية                 | خالد الصقر               | فوز                      | [ 3 ] [ 4 ]              |
| مهرجان طنجة السينمائي الدولي | 28 نوفمبر - 2 ديسمبر 2017 | مسابقة الأفلام القصيرة                           | 300 كم                   | رُشِّح                      | [ 4 ] [ 5 ]              |

كما شارك الفيلم في الدورة الخامسة من مهرجان السودان للسينما المستقلة في يناير 2018، ومهرجان مسقط في مارس 2018.